# Austropallene calmani
Austropallene calmani är en havsspindelart som beskrevs av Gordon, I. 1944. Austropallene calmani ingår i släktet Austropallene och familjen Callipallenidae. Inga underarter finns listade.